# Wassaf
Wassaf ou Vassaf ou Abdallah ibn Fadlallah Sharaf al-Din Shīrāzī (persan : عبدالله ابن فضل‌الله شرف‌الدین شیرازی), né en 1265 et mort en 1329, est un historien perse de l'Ilkhanat mongol. 
Originaire de Chiraz, Wassaf était administrateur des impôts à Fars sous les règnes de Ghazan et Öljaitü. Il est l'auteur d'un ouvrage historique, le Tārīkḣ-i Waṣṣāf. Il est surnommé "Panégyriste de cour" (Vassaf-e Hazrat, persan : وصّافِ حضرت).

## Tarik-i Wassaf
Son Histoire, le Tārīkḣ-i Wafāf ou Tajziyat al-amarar wa-tazjiyat al-a'ṣr (Description des villes et des époques) est conçue comme la continuation du Tārīkḣ de Juwayni dont le récit couvre l'établissement de l'empire mongol jusqu'en 1257. 
Cet ouvrage consiste en une introduction et cinq volumes, dont seul le premier a été publié en Europe en 1855, traduit par Joseph von Hammer-Purgstall. Un second volume posthume semble avoir été publié en 2010. 
Le style très fleuri de Wassaf n'est pas facile, et une version abrégée intitulée Taḥrīr-i Tārīkḣ-i Waṣṣāf a été éditée par ʿAbd al-Muadammad Āyatī. Mais en dépit de son style si boursouflé qu'il en devient difficile à lire, Wassaf a été une source importante pour les historiens persans les plus estimés.